# Rio Júcar
O rio Júcar (em castelhano:  Júcar, em valenciano Xúquer) é um rio da bacia mediterrânica da Península Ibérica. Nasce nos Montes Universales a 1.506 m de altitude, no local conhecido como Ojuelos de Valdeminguete, na província de Cuenca e desagua no mar Mediterrâneo perto de Cullera. É o maior dos rios que passam na província de Valência.
Os principais afluentes são o rio Cabriel, seguido do rio Magro e do rio Albaida.